# قلعه‌سحر
قلعه‌سحر، روستایی از توابع بخش مرکزی شهرستان اهواز در استان خوزستان ایران است.

## جمعیت
این روستا در دهستان الهایی قرار دارد و براساس سرشماری مرکز آمار ایران در سال ۱۳۹۰، جمعیت آن ۱۰۲۰ نفر (۲۰۰خانوار) بوده‌است.